# دوري بورتوريكو لكرة القدم 2009
دوري بورتوريكو لكرة القدم 2009 هو موسم من دوري بورتوريكو لكرة القدم. كان عدد الأندية المشاركة فيه 9، وفاز فيه Bayamón Fútbol Club ‏.